# Torkamantchaï
Torkamantchaï (en persan : ترکمانچای / Torkamânčây) est une ville d'Iran, célèbre pour le traité qui y a été conclu en 1828, par lequel l'Empire perse céda certains de ses territoires à l'Empire russe.

## Géographie
La ville est située sur le versant méridional du mont Bozgouch.